# Palais des festivals de Bayreuth
Le palais des festivals de Bayreuth (Bayreuther Festspielhaus), pouvant être abrégé en Palais des Festivals, est une salle d'opéra située sur la « Colline verte » de Bayreuth en Bavière (appelée aussi « Colline sacrée » par les wagnerophiles français).
Conçue spécialement par le compositeur Richard Wagner pour l'exécution de ses œuvres, cette salle, inaugurée en 1876, révolutionnaire pour l'époque et encore novatrice jusqu'à aujourd'hui, est le siège du festival de Bayreuth et le haut lieu du wagnérisme. C'est en raison de la présence à Bayreuth de l'opéra des Margraves que Richard Wagner s'est intéressé à cette ville et a décidé d'y faire construire son théâtre.

## Construction
Wagner choisit pour son théâtre d'adapter un projet avorté du grand architecte Gottfried Semper pour une salle d'opéra à Munich, sans d'ailleurs avoir sa permission. La construction fut permise par un don de 100 000 thalers du roi Louis II de Bavière, protecteur et mécène de Wagner.
La première pierre est posée le 22 mai 1872, sur une colline au nord de Bayreuth. Parallèlement, Wagner fait construire à proximité du Parc du château la villa Wahnfried pour lui et sa famille.
L'inauguration eut lieu avec la première exécution complète de la tétralogie L'Anneau du Nibelung du 13 au 17 août 1876,, les deux derniers opéras étant donnés en création mondiale. Parsifal y fut créé le 26 juillet 1882,. Ces deux œuvres occupent une place particulière à Bayreuth, puisque le Palais des Festivals fut construit pour L'Anneau et Parsifal composé pour le Festspielhaus. Les cinq autres opéras de maturité de Wagner, créés dans les théâtres « traditionnels », entrèrent plus tard au répertoire du Festival.
Le Palais des Festivals devient en 1973 la propriété de la Richard-Wagner-Stiftung Bayreuth (Fondation Richard-Wagner de Bayreuth), dont le siège est à la villa Wahnfried.

## Architecture et acoustique

### Extérieur

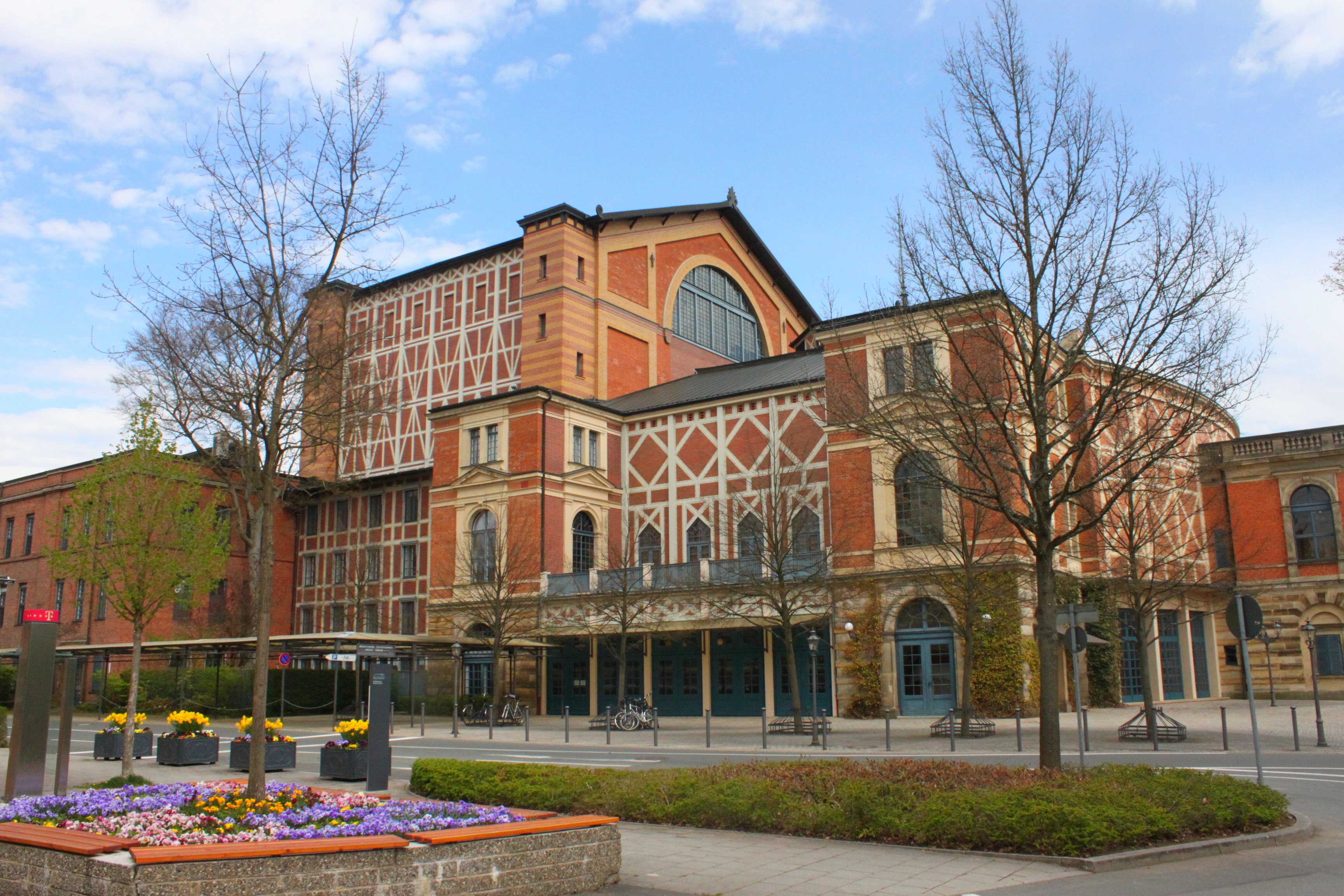
Vue latérale du Palais des Festivals de Bayreuth en 2012.

Wagner a fait construire le Festspielhaus en pensant que le bâtiment était temporaire et serait remplacé dans les années suivantes par un vrai Palais des Festivals ; ceci explique l'extrême simplicité de la construction en briques, ainsi que l'importance du bois dans la structure du bâtiment.
Seule la façade est décorée, dans le style de la fin du XIXe siècle. On entre dans le bâtiment par 14 portes, 7 à gauche et 7 à droite, plus une située sous le portique situé à l'avant-centre du bâtiment, au-dessus duquel une fanfare de l'orchestre joue des leitmotive d'opéras de Wagner à la fin de chaque entracte pour rappeler le public.

### Salle des spectacles

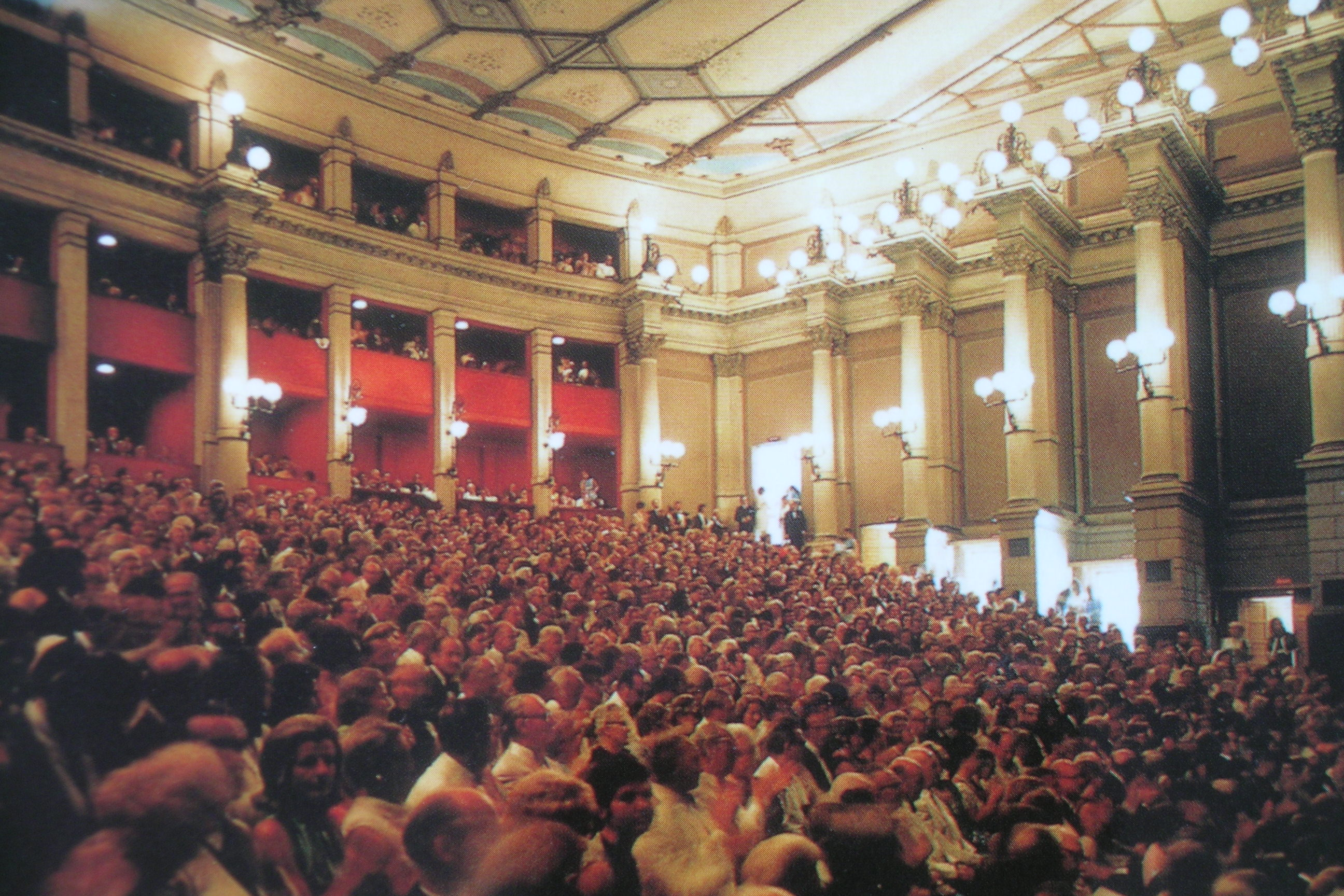
La salle du Palais des Festivals en 2005.

Rejetant la structure traditionnelle, en fer à cheval, des théâtres à l'italienne, Wagner a fait répartir les sièges du parterre en un amphithéâtre, voulant ainsi imiter les théâtres de la Grèce antique et établissant entre les spectateurs une sorte d'égalité devant l'œuvre. L'arrière de la salle est cependant occupé par trois niveaux de balcons.
La salle est en forte pente et les strapontins non alignés les uns derrière les autres, offrent une très bonne vision.

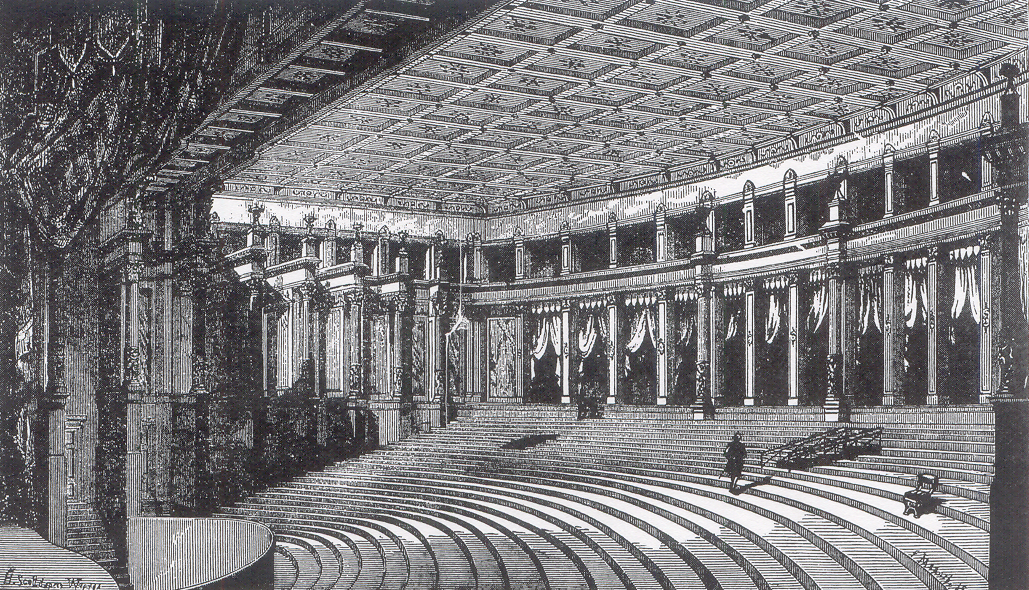
Vue intérieure du théâtre, gravure d’après celle d’Édouard Schuré dans l’Histoire du drame lyrique (1875), parue dans la Revue wagnérienne, vol. V, le 8 juin 1885. Le dessin comporte quelques inexactitudes : dans la vraie salle, le plafond est décoré, et la galerie dite des princes, à l’arrière, est surmontée d’une deuxième galerie sous l’amphithéâtre, la galerie haute.

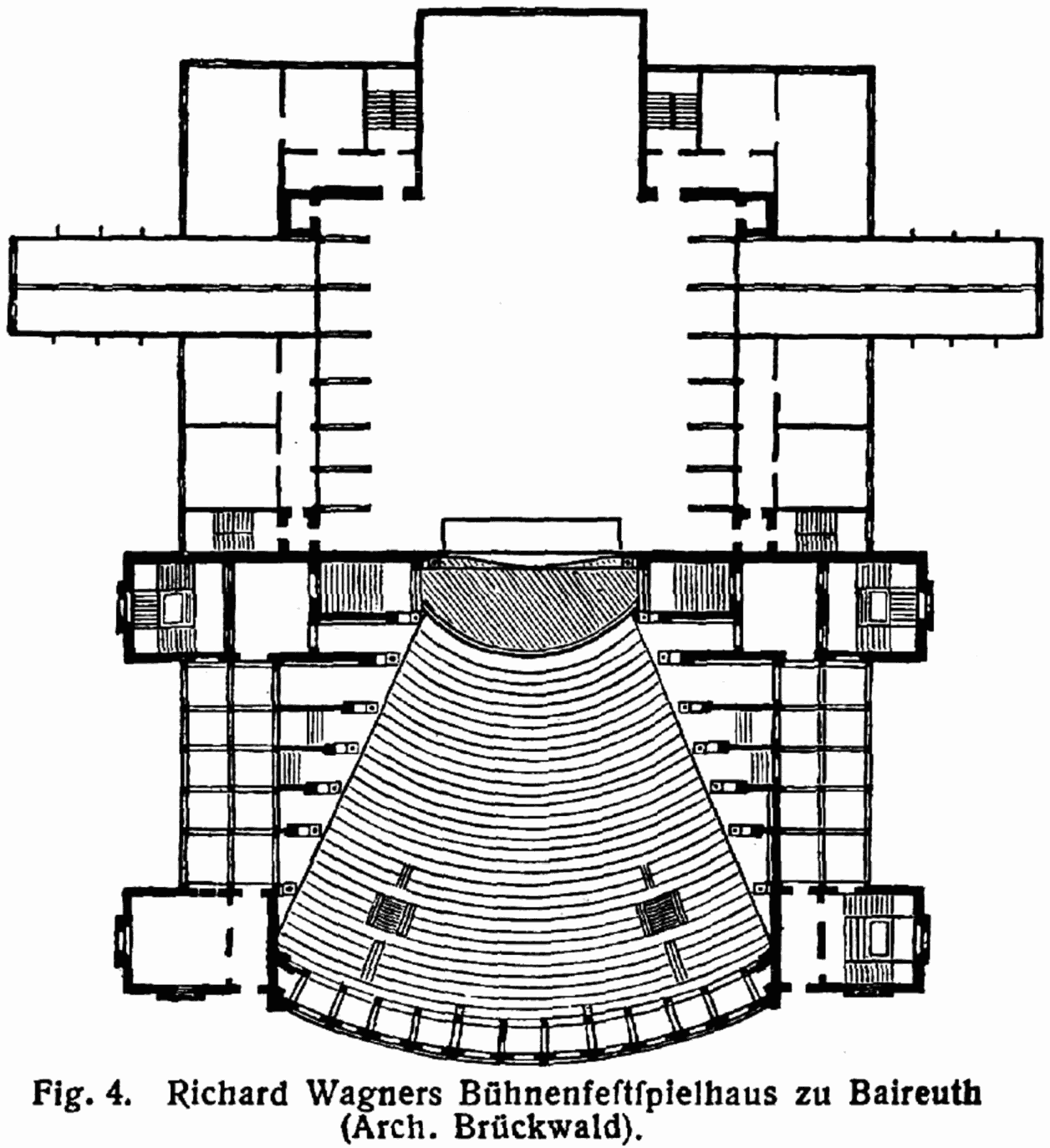
Plan du palais des festivals de Bayreuth.

La principale innovation du Palais est sa fosse d'orchestre. Elle s'enfonce sous la scène et est couverte par une large plaque de bois, dérobant l'orchestre au regard des spectateurs tout en laissant les chanteurs voir le chef. En créant ainsi « l'orchestre invisible », Wagner a voulu éviter au public d'être distrait par les mouvements du chef et lui permettre de se concentrer sur le drame. La concentration du spectateur est de plus aidée par le fait que le noir total se fait dans la salle (impossible de lire le programme ou le livret), comme dans une salle de cinéma ; seuls le bas du rideau de scène et les côtés de celle-ci sont éclairés par une lumière jaunâtre. Après la première représentation de L'Anneau du Nibelung, en août 1876, l'obscurcissement des salles de théâtre pendant les représentations se développa à travers le monde. Ce n'est certes pas Richard Wagner qui a inventé l'idée, mais c'est bien lui le premier qui l'a mise en pratique systématiquement et avec succès et qui l'ayant ainsi popularisée, a été l'initiateur de sa généralisation,,. 

Cette disposition de la fosse permet également d'équilibrer les émissions sonores des chanteurs et de l'orchestre, la grande taille d'un orchestre wagnérien rendant parfois difficile le « passage de la rampe » pour les chanteurs. Elle est à l'origine de l'acoustique très particulière de la salle des spectacles, où chaque spectateur a l'impression que la musique vient de tous les côtés ou bien d'aucun : le son de l'orchestre lui parvient en effet comme un tout homogène réverbéré par toute la structure en bois, ceci, quel que soit l'endroit où le spectateur se trouve (au centre, sur les côtés, devant ou au fond), c'est en fait la définition du son en « monophonie », on entend l'orchestre « au milieu de sa tête », alors que les voix sont parfaitement audibles et très bien spatialisées.
Cependant cette disposition cause des difficultés même aux meilleurs chefs, car ils n'entendent jamais le son de l'orchestre comme l'entend le spectateur, les chefs voient très mal la scène et la réverbération rend extrêmement délicate la synchronisation entre les chanteurs et l'orchestre, car le son des voix parvient directement aux spectateurs, alors que le son de l'orchestre est d'abord mélangé dans la fosse, le son des pupitres bruyants, percussions et cuivres étant "fortement atténué par le mantelet de bois prolongeant la scène et cassant ainsi le son de ces pupitres, puis tout le son de l'orchestre est réfléchi d'abord au plafond (en bois) puis va « ricocher » sur les parois et est à nouveau « cassé » par les piliers supportant l'éclairage, avant de parvenir enfin aux spectateurs avec donc un très léger décalage sur les voix.
Une autre particularité de la salle est son double cadre de scène, qui éloigne la scène des spectateurs et forme avec la fosse cachée un « abîme mystique » (selon le mot de Wagner lui-même) entre la salle et la scène.
Les sièges de cette salle conçue comme provisoire sont en fait des strapontins assez larges, sans accoudoirs, avec un léger coussinet de tissu, le tout jugé modérément inconfortable par certains. Il est donc possibe d'apporter, voire d'emprunter au vestiaire, un coussin afin de pouvoir se concentrer plus confortablement sur la musique.

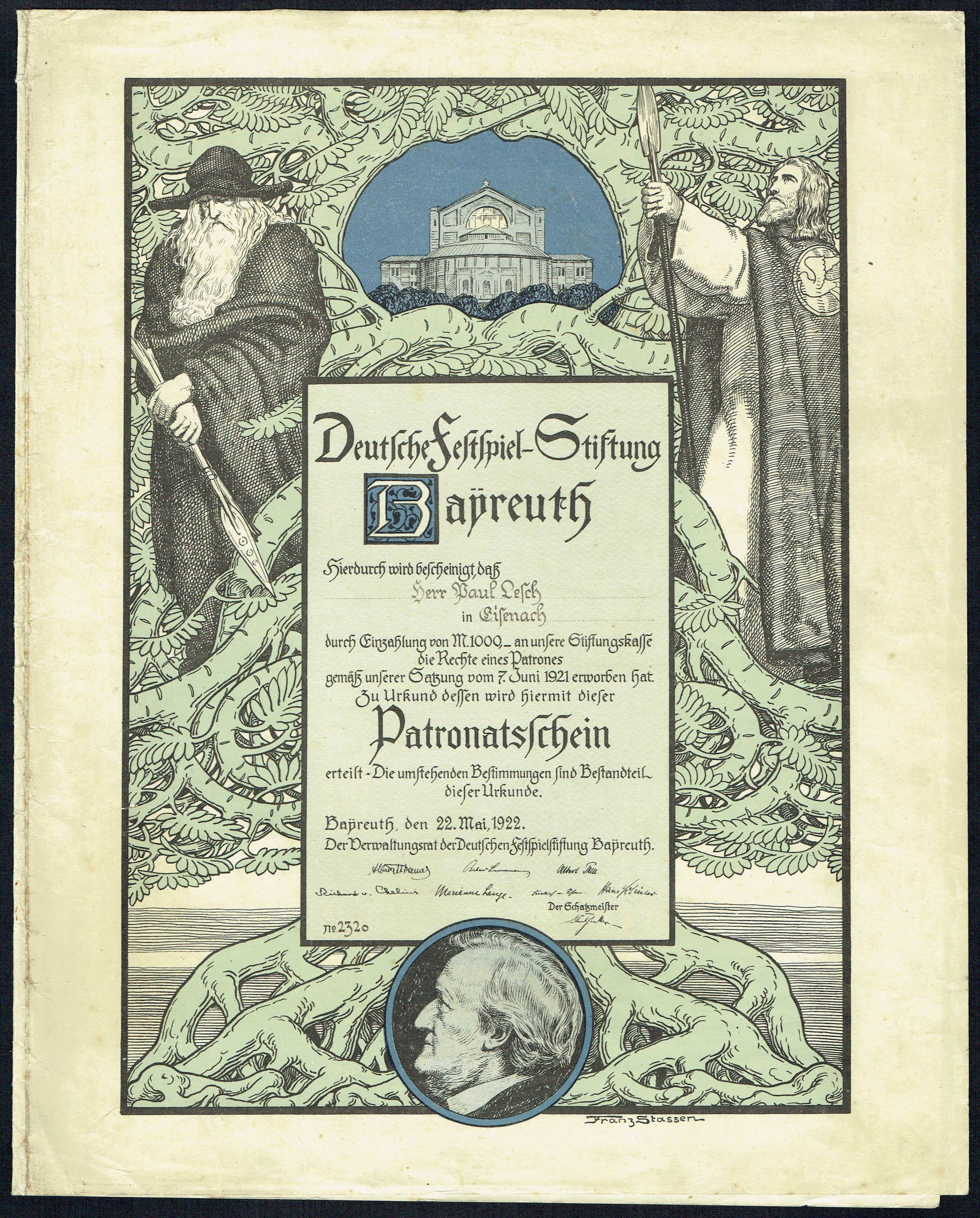
Certificat de patronage pour le financement du festival de Bayreuth, daté du 22 mai 1922.